# 末井昭
末井 昭（すえい あきら、1948年6月14日 - ）は、フリーの編集者、作家、サックス奏者。元白夜書房取締役編集局長。

## 経歴
岡山県吉永町（現：備前市）出身。7歳のとき、母親が若い男とダイナマイト心中した。
岡山県立備前高等学校の機械科に進学。高校卒業後、大阪・枚方のステンレス線の製造工場に集団就職したが、大阪の工場の過酷な労働がいやになり3か月で退職し、川崎の父親の元へ。父親と同じ自動車工場で働く。1967年、渋谷にあった青山デザイン専門学校のグラフィックデザイン科の夜間部に入学。デザイン会社に入社。主に看板のデザインをする。キャバレーや風俗店の看板描きをしていたとき、元同僚がエロ本の出版社に転職し、その縁で、のちに白夜書房を創業する森下信太郎からエロ総合誌の創刊をまかされ、1975年に『ニューセルフ』を立ち上げる。掲載した堤玲子の小説に女性器の俗称が36か所使われていたとして発禁処分となる。
1977年に雑誌『ウイークエンドスーパー』を創刊。創刊当初は単なるエロ本であったが、徐々に（後に大成する）執筆陣によるエッセイやカメラマンのグラビアなどが溢れる異色のサブカルチャー誌となった。
1981年、『写真時代』を創刊。1988年、わいせつ図画販売容疑により警察の実質的な発禁処分を受け、『写真時代』は廃刊。同年『パチンコ必勝ガイド』を創刊、大ヒットとなるが、手にしたボーナス2千万円を全てギャンブルに注ぎ込んだり、不動産投機に手を出し、バブル崩壊とともに2億円以上の借金を作る。
以後長らく白夜書房の取締役編集局長として、パチンコ・パチスロ誌を中心に同社の刊行物の発行を指揮する立場にあったが、2012年3月に取締役を辞任した。この時点では白夜書房を退社するわけではなく、当面は同社で編集者としての活動を継続するとしていたが、同年10月末で白夜書房を退社。以後はフリーの立場で活動している。
2014年、『自殺』で第30回講談社エッセイ賞を受賞。
2018年、自伝『素敵なダイナマイトスキャンダル』が映画化。
工員時代に最初の結婚をしたが離婚、40代で神蔵美子と再婚後は聖書の教えを実践している。

## 著書
- 素敵なダイナマイトスキャンダル（北宋社、1982年 / 角川文庫、1984年 / ちくま文庫1999年 / 復刊ドットコム、2013年）
- 東京爆発小僧（角川文庫、1985年）
- 高級芸術宣言 付・総合商社HAND-JOEの歩み（JICC出版局、1985年） - 高級芸術協会著（平岡正明、南伸坊、末井昭、巻上公一、赤瀬川原平、糸井重里ほか）
- 東京デカメロン（角川文庫、1987年）
- 174,140円の教訓（太田出版、1989年）
- チンジャラ人間国宝（風雅書房、1995年）
- パチプロ編集長（光文社、1997年）
- パチプロ編集長―パチンコ必勝ガイド版（漫画）なかたひろお（白夜書房、1999年）
- 荒木経惟・末井昭の複写『写真時代』-疾風怒濤の1981〜1988（ぶんか社、2000年） - 共著
- スエイ式人生相談（太田出版、2004年）
- 絶対毎日スエイ日記（アートン、2004年）
- 純粋力（ビジネス社、2009年）
- 自殺（朝日出版社、2013年）
- パチンコからはじまる○×△な話（主婦の友社、2013年）- 山崎一夫、西原理恵子との共著
- 結婚（平凡社、2017年）
- 末井昭のダイナマイト人生相談（亜紀書房、2017年）
- 『生きる』太田出版、2018年3月。ISBN 978-4-7783-1617-4。
- 自殺会議（朝日出版社、2018年）
- 100歳まで生きてどうするんですか？（中央公論新社、2022年）
- 猫コンプレックス 母コンプレックス（春日武彦との往復書簡、2022年）

## 主な編集担当雑誌・書籍
- NEW SELF
- 小説マガジン
- ウィークエンドスーパー
- 映画少年
- 写真時代
- 写真時代Jr.
- 写真時代21
- MABO
- パチンコ必勝ガイド
- パチスロ必勝ガイド
- 漫画パチンカー
- 各種荒木経惟関連写真集（最近では「天才アラーキーの良き時代」バジリコ）
- 谷口雅彦写真集『沈黙と饒舌と原発のある町』（白夜書房、2012年3月） - 末井が白夜書房を退社する前に最後に手掛けた写真集
- 笑芸人（発行人）

## 出演

### ラジオ
- ラジオ深夜便（NHKラジオ第一） - 2014年3月23日放送回
- 菊地成孔の粋な夜電波（TBSラジオ） - 2018年3月24日放送回